# Ko Taku Reo: Deaf Education New Zealand
Die Ko Taku Reo: Deaf Education New Zealand (ursprünglich Kelston School for the Deaf) befindet sich in der Archibald Road in New Lynn (Auckland). Es handelt sich um eine spezielle Internatsschule für gehörlose Kinder und ein Ressourcenzentrum, das Dienstleistungen und Unterstützung für Regelschüler, Schüler in Sonderschulen und Lehrer in Neuseeland bietet.
1958 wurde die Kelston School for Deaf Children gegründet. Sie ersetzte die Gehörlosenschulen in Mount Wellington und Lopdell House in Titirangi. 1991 änderte sie ihren Namen in Kelston Deaf Education Centre, um dem breiten Spektrum ihrer Dienstleistungen besser gerecht zu werden. Zu Beginn des dritten Trimesters 2020 fusionierte die Schule mit dem Van Asch Deaf Education Centre zu Ko Taku Reo, einer nationalen Schule für Gehörlosenbildung.